# Ги V (виконт Лиможа)
Ги V или Гвидо V (фр. Guy V; ум. 29 марта 1229 в Авиньоне) — виконт Лиможа (с 1199) из рода Комборн. Сын Адемара V и его жены Сары Данстенвилль.
В апреле 1199 года вместе с отцом принёс оммаж королю Филиппу II Августу.
В 1202 году выступил против английского короля Иоанна Безземельного на стороне бретонского герцога Артура и вместе с ним попал в плен при осаде Мирбо. Вскоре освобождён.
В 1216 году отвоевал у англичан замок Экс (захваченный ими за несколько лет до этого), и восстановил его укрепления.
В марте 2013 года Филипп II Август объявил горожан Лиможа находящимися под королевской защитой, что ограничило власть графа.
Ги V умер 29 марта 1229 в Авиньоне и был похоронен в аббатстве Сен-Мартиаль.
Он был женат дважды. Первая жена — дочь графа Оверни Роберта IV, умерла в 1210 году. Их сын Адемар умер в молодом возрасте.
Вторая жена — Эрменгарда, от неё — трое детей:
- Ги VI (ум. 1263) — виконт Лиможа;
- Маргарита (ум. 9 сентября 1259), мужья: 1) граф Аршамбо II Перигорский; 2) виконт Эмери VIII де Рошешуар;
- Мария (ум. до 1255), жена виконта Аршамбо VII де Комбор.